# ラール (ファールス州)
ラール（ペルシア語: لار, Lār/Larestan）とは、イランのファールス州ラーレスターン郡中央地区の都市であり、地区と郡の中心都市に定められている。ラル人と呼ばれる民族が居住する。2016年当時の人口は62,045人、18,578世帯。
州都シーラーズの南東272km、標高800mの地点に位置する。

## 歴史
町の名前は建設者とされる人物にちなんで名づけられたものであり、ラールとは『シャー・ナーメ』に登場する有名な英雄の一人の名前である。
14世紀のムザッファル朝からティムール朝にかけてラールは貨幣鋳造の拠点となり、町で鋳造された貨幣はラーディーンと呼ばれた。
16世紀から17世紀ごろ、ラールはペルシア湾へ向かう街道沿いの主要な中継地点だったと考えられている。1600年代ごろ、多くのラール人がペルシア湾沿いのアラブ諸国に移住した。彼らの中にはファミリーネームやニスバとともに、出自を示す「ラーリー」または「アル＝ラーリー」という名前を持つ者もいる。

## 気候
ラールは砂漠気候に属し、ケッペンの気候区分ではBWhに分類される。
| ラールの気候           | ラールの気候 | ラールの気候 | ラールの気候 | ラールの気候 | ラールの気候 | ラールの気候 | ラールの気候 | ラールの気候 | ラールの気候 | ラールの気候 | ラールの気候 | ラールの気候 | ラールの気候  |
| 月                     | 1月          | 2月          | 3月          | 4月          | 5月          | 6月          | 7月          | 8月          | 9月          | 10月         | 11月         | 12月         | 年            |
| ---------------------- | ------------ | ------------ | ------------ | ------------ | ------------ | ------------ | ------------ | ------------ | ------------ | ------------ | ------------ | ------------ | ------------- |
| 平均最高気温 °C （°F） | 18.3 (64.9)  | 19.3 (66.7)  | 23.5 (74.3)  | 26.8 (80.2)  | 32.4 (90.3)  | 35.3 (95.5)  | 36.5 (97.7)  | 35.9 (96.6)  | 34.1 (93.4)  | 31.2 (88.2)  | 25.1 (77.2)  | 20.3 (68.5)  | 28.23 (82.79) |
| 日平均気温 °C （°F）   | 12.4 (54.3)  | 13.7 (56.7)  | 17.4 (63.3)  | 20.7 (69.3)  | 25.6 (78.1)  | 28.6 (83.5)  | 30.5 (86.9)  | 30.1 (86.2)  | 27.8 (82)    | 24.6 (76.3)  | 18.6 (65.5)  | 14.2 (57.6)  | 22.02 (71.64) |
| 平均最低気温 °C （°F） | 6.6 (43.9)   | 8.1 (46.6)   | 11.4 (52.5)  | 14.6 (58.3)  | 18.9 (66)    | 21.9 (71.4)  | 24.6 (76.3)  | 24.3 (75.7)  | 21.5 (70.7)  | 18.0 (64.4)  | 12.1 (53.8)  | 8.2 (46.8)   | 15.85 (60.53) |
| 降水量 mm （inch）     | 45 (1.77)    | 47 (1.85)    | 13 (0.51)    | 15 (0.59)    | 0 (0)        | 0 (0)        | 1 (0.04)     | 1 (0.04)     | 0 (0)        | 2 (0.08)     | 14 (0.55)    | 35 (1.38)    | 173 (6.81)    |
| 出典：Climate-data.org |              |              |              |              |              |              |              |              |              |              |              |              |               |

## 市街地
ラールは新市街と旧市街の二つの地域に分かれている。1960年に発生した大地震の後に建設された新市街は、現在町の人口の大部分が居住しており、袋小路が非常に少ないなど、土木工学と交通工学の点で近代的な構造をしている。旧市街にはサファヴィー朝のアッバース1世の時代に建てられたゲイサリーエ・バーザール、ジャーメエ・モスクなどの建物がある。それらの建築物のうち、ゲイサリーエ・バーザールは、2007年8月9日にユネスコ世界遺産に推薦された。